# 厄爾氏似天竺魚
厄爾氏擬天竺魚（學名：Apogonichthyoides erdmanni），又稱厄爾氏似天竺鯛，為輻鰭魚綱鈎頭魚目天竺鯛科擬天竺魚屬下的一個種，分布於西太平洋印尼西巴布亞省海域，深度可達73公尺，本魚體延長，長橢圓形，體稍側扁，頭大、眼大，口大且斜裂，頜齒細小，鋤骨和腭骨通常具齒，舌上無齒，前鼻孔有長小管，後鼻孔無凸脊，前鰓蓋骨脊平滑，邊緣全緣有鋸齒，眶下緣光滑，有孔的側線鱗片24枚，體被弱櫛鱗，背鰭2個，尾鰭截形，體色灰棕色，眼後方有一小黑點，眼下方有2條黑色短線紋，第一背鰭下方有一個大黑色圓斑，黑斑後方有模糊的深色垂直條紋，尾鳍黄色，背鰭硬棘8枚、背鰭軟條9枚、臀鰭硬棘2枚、臀鰭軟條8枚，體長可達3.9公分，棲息在礁石區，屬肉食性，以小型無脊椎動物為食，夜行性，繁殖期時，雄魚具有口孵習性，卵約7日化成仔魚，由雄魚吐出，具短暫的仔魚飄浮期，生活習性不明。